# Ànglia de l'Est (regió)
|  | Aquest article tracta sobre la regió de la Gran Bretanya. Si cerqueu el regne medieval, vegeu «Ànglia de l'Est». |

Mapa de les illes britàniques mostrant acolorida l'Ànglia de l'Est amb els límits administratius dels comtats de Norfolk i Suffolk (vermell) respectivament al nord i al sud i Cambridgeshire (rosat) a l'oest

L'Ànglia de l'Est (anglès: East Anglia) és una àrea a l'est d'Anglaterra. El nom deriva del regne anglosaxó dels angles orientals, una tribu que es va originar a Angeln, al nord de l'actual Alemanya. Comprèn els comtats de Norfolk, Suffolk, el nord d'Essex i Cambridgeshire, juntament amb la ciutat de Peterborough.

## Història
L'Ànglia de l'Est inicialment consistia a Norfolk i Suffolk, però arran del matrimoni de la princesa de l'Ànglia de l'Est Eteldreda, l'illa d'Ely també va acabar formant part del regne. El regne dels angles de l'est, format al voltant de l'any 520 per la fusió del North Folk (poble —o nació— del nord) i el South Folk (poble del sud) —els angles que s'havien instal·lat a les antigues terres dels icens durant el segle anterior— va ser un dels set regnes de l'heptarquia anglosaxona (com es defineix en els escrits del segle xii d'Enric de Huntingdon). Durant un breu període després d'una victòria sobre el regne rival de Northúmbria entorn de l'any 616, Ànglia Oriental era el més poderós dels regnes anglosaxons d'Anglaterra, i el seu rei Raedwald era bretwalda (senyor dels regnes anglosaxons). Però això no va durar: en els següents quaranta anys, L'Ànglia Oriental va ser derrotat pels mercians dos cops, i va seguir debilitant en relació amb els altres regnes fins que en 794, Offa de Mèrcia va tenir el seu rei Ethelbert va morir i Offa prengué llavors les regnes de Mèrcia.
La independència dels angles orientals va ser restaurat per una rebel·lió reeixida contra Mèrcia (825-827), en el curs dels quals dos reis de Mèrcia van morir intentant aixafar-lo. El 20 de novembre 869 dels danesos mataren el Rei Edmund i conquistaren el regne, al que anomenaren Ànglia de l'Est (vegeu Ivar el Desossat). Els anglosaxons van reprendre l'àrea en 920, només per perdre de nou en 1015-1017, quan va ser conquistada per Canut el Gran i donat com a feu de Thorkell l'Alt, instituït com a comte de l'Ànglia de l'Est el 1017.
Grans sectors de l'Ànglia de l'Est eren aiguamolls i pantans fins al segle xvii, tot i la construcció d'unes inicials barreres marines sota dominació de l'Imperi Romà. Durant el segle xvi el terreny al·luvial va ser convertit en terres de cultiu mitjançant el drenatge sistemàtic utilitzant un conjunt de desguassos i desviacions de rius. Durant la dècada de 1630 milers de famílies puritanes de l'Ànglia de l'Est es van assentar a la regió americana de Nova Anglaterra, duent la cultura de l'Ànglia de l'Est amb ells. L'Ànglia de l'Est, amb una economia amb un fort pes en la producció de llana i tèxtils, va ser una rica zona d'Anglaterra fins que els efectes de la Revolució Industrial es traslladaren els centres de producció als Midlands i el Nord d'Anglaterra.
Durant la Segona Guerra Mundial, la Royal Air Force i les United States Army Air Forces van construir moltes bases aèries a l'Ànglia de l'Est per a les flotes de bombarders pesats de la Combined Bomber Offensive contra Europa ocupada pels nazis. De mitjana, les bases de la RAF van arribar un cop cada vuit milles. La construcció d'ells era un gran projecte d'enginyeria civil que inevitablement malmeté el medi ambient. L'Ànglia de l'Est va ser triada perquè tenia una considerable extensió planera i era relativament a prop de l'Europa continental, reduint la durada dels vols i permetent majors càrregues de bombes. Les restes d'algunes d'aquestes bases són encara visibles mentre que unes poques es mantenen en ús. Una d'elles, prop de Norwich, s'ha convertit en l'Aeroport de Norwich.
Els fortins erigits el 1940 per a ajudar a defensar la nació contra la invasió es conserven arreu de la regió en punts estratègics.

## Geografia

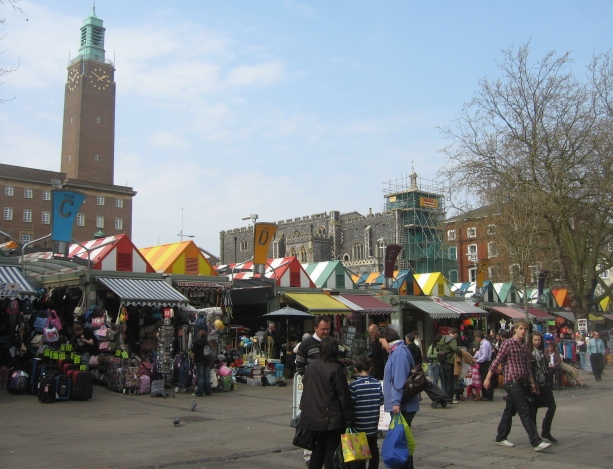
Norwich, amb una població urbana de 210.000 habitants, és la principal ciutat d'East Anglia

Parts d'aquesta regió d'Anglaterra es caracteritzen per la planària de la terra, en part, que consisteix en terreny de fens i maresmes recuperades, encara que gran part de Suffolk i Norfolk és suaument ondulada amb crestes de morrenes glacials creant turons pronunciats en àrees com al nord de Norfolk. La suposada llisor del paisatge de Norfolk s'observa en l'obra de Noël Coward Private Lives - "Molt plana, Norfolk" - i la història dels seus canals i canals de drenatge el teló de fons de la novel·la de Graham Swift Waterland. La regió també figura en obres de L. P. Hartley, Arthur Ransome i Dorothy L. Sayers, entre molts altres.
Àrees urbanes principals de la regió són les ciutats de Norwich, Cambridge i Peterborough. Ipswich és una ciutat important a Suffolk. Pobles i ciutats més petits inclouen Bury St Edmunds, Ely, Lowestoft i Great Yarmouth. Gran part de la zona segueix sent rural a la natura amb els llogarets envoltats de terres agrícoles i l'agricultura sempre ha estat important en aquesta regió fèrtil. El paisatge de Cambridgeshire i Norfolk ha estat fortament influenciat per la tecnologia holandesa, des de l'ús de teules d'argila vermella per al drenatge de The Fens.
La regió té una àmplia gamma de destinacions de vacances a petita escala que van des de les ciutats costaneres tradicionals de Felixstowe i Lowestoft a Suffolk i Great Yarmouth a Norfolk a petits pobles de pescadors com Aldeburgh i Southwold a Suffolk. Altres atraccions turístiques inclouen ciutats històriques com Bury St Edmunds, Cambridge i Ely, així com àrees com Constable Country, the Broads i de la costa nord de Norfolk.
Els rius principals de la regió són el Stour a Suffolk, que travessa l'estimat país del pintor John Constable i el Nene. El riu Cam és un afluent de l'Gran Ouse i dona nom a Cambridge mentre Norwich s'assenta sobre els rius Yare i Wensum. El riu Orwell flueix a través d'Ipswich i conflueix amb el Stour a Felixstowe. Les planúries de Norfolk i Suffolk estan solcades per una xarxa de vies fluvials entre Norwich i la costa i són populars per a la navegació d'esbarjo.
Encara que l'aigua té un paper important en els paisatges del Fenland i el Broadland, l'àrea es troba entre les més seques del Regne Unit. Durant els mesos d'estiu s'experimenten amb freqüència episodis de sequera, que ocasionalment causen incendis forestals. Les temperatures màximes oscil·len entre 5-10 ° C (41 a 50 ° F) en l'hivern de 20-25 ° C (68-77 ° F) en l'estiu, tot i que les temperatures han arribat als 35 ° C (95 ° F) en els últims anys. Durant l'estiu tendeixen a ser més altes cap a les zones costaneres.

### Transport

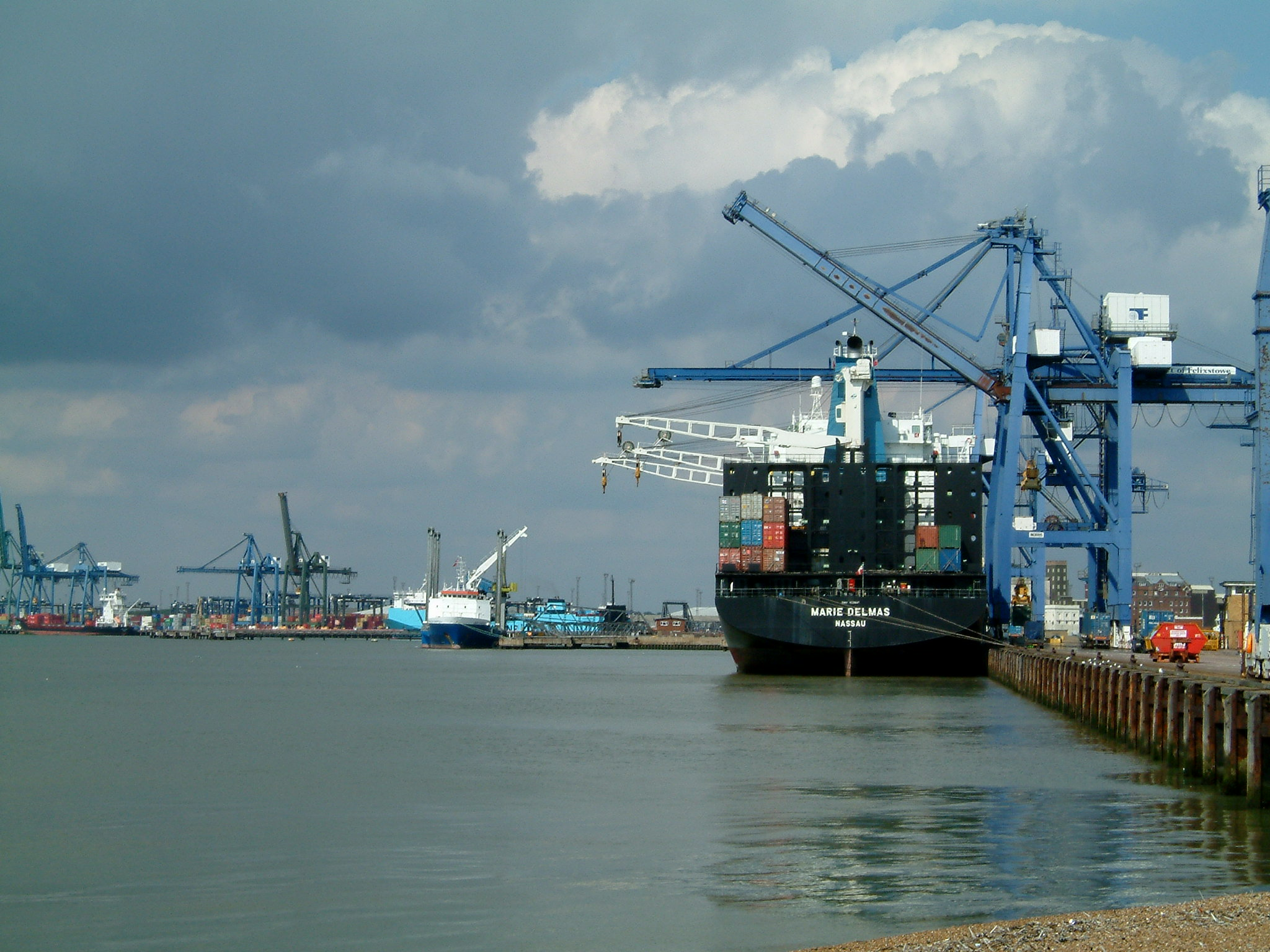
Port de Felixstowe - Landguard Terminal en primer pla amb Trinity Terminal al fons

Dos dels comtats d'East Anglia, Norfolk i Suffolk, no tenen cap mena de connexió amb l'autopista, només amb petites seccions de la M11 i A1(M) que discorre a través de Cambridgeshire. Carreteres principals A, com la A12 i A47 enllacen la regió amb la resta del Regne Unit, amb la A14 que uneix la regió central fins al port de Felixstowe. Aquest és el port més actiu de contenidors al Regne Unit i un important port de porta d'entrada al país.
Les connexions ferroviàries de la regió són el Great Eastern Main Line de Norwich a Londres Liverpool Street i la West Anglia Main Line que connecta Cambridge amb Londres. Trams de l'East Coast Main Line discorren per la regió, amb l'estació de Peterborough com a important intercanvi en aquesta línia. La regió està vinculada als Midlands i el nord-oest d'Anglaterra per ferrocarril i compta amb una sèrie de serveis ferroviaris locals, com ara la Bittern Line de Norwich a Sheringham.
La regió és ideal per al ciclisme i és creuada per la National Cycle Route 1. Cambridge compta amb la major proporció de residents al Regne Unit que usen la bicicleta per anar a treballar amb un 25% dels desplaçaments amb bicicleta. La ciutat també compta amb el tram més llarg de la via d'autobús guiat en el món, les 13,3 milles (21,4 km) Cambridgeshire Guided Busway que començà a operar el 2011. L'únic aeroport comercial a la regió és l'Aeroport de Norwich, encara que l'aeroport de Stansted de Londres, l'aeroport més ocupat tercer passatger al Regne Unit, es troba just al sud de Cambridge al nord-oest d'Essex.

## Universitats
La Universitat de Cambridge, establerta a principis del segle xiii i amb seu a la ciutat del mateix nom, és la més coneguda institució d'educació superior d'East Anglia, i està entre les universitats més antigues i famoses del món. Altres institucions inclouen la Universitat d'East Anglia (Norwich), Norwich University of the Arts, Anglia Ruskin University (amb campus a Cambridge i Chelmsford), University Campus Suffolk (a Ipswich) i la University Centre Peterborough.

## Zones per a empreses
Great Yarmouth and Lowestoft Enterprise Zone és una zona empresarial iniciada per New Anglia Local Enterprise Partnership, anunciada el 2011 i endegada l'abril de 2012. Inclou sis llocs amb una superfície total de 121 hectàrees (300 acres), que han atret un nombre d'empreses energètiques. Els llocs són Beacon Park and South Denes a Great Yarmouth, Mobbs Way, Riverside Road i South Lowestoft Industrial Estate a Lowestoft i Ellough Business Park a Ellough prop de Beccles.També hi ha una zona de negocis a Cambridgeshire, Alconbury Enterprise Campus a Huntingdon.